# Oetophorus pleuralis
Oetophorus pleuralis är en stekelart som först beskrevs av Cresson 1864.  Oetophorus pleuralis ingår i släktet Oetophorus och familjen brokparasitsteklar. Inga underarter finns listade i Catalogue of Life.